# Île Callot
Pour les articles homonymes, voir Callot.
L'île Callot est une île française située en face du port de Carantec, commune du Finistère, en région Bretagne.

## Géographie

Vue d'ensemble de la baie de Morlaix.

L'île Callot est accessible à marée basse par une chaussée, longue de 760 m, qui se couvre et se découvre avec la marée, ainsi qu'à pied, plus à l'ouest, par la passe aux Moutons, banc de sable naturel sur lequel se trouvent les îlots des Ruland. La passe aux Moutons, appelée ainsi sans doute car l'île fut par le passé un terrain communal où les troupeaux des éleveurs du continent jouissaient du droit de vaine pâture, est située approximativement au niveau de mi marée. L'île fait 2,2 km de longueur et sa largeur est variable, de quelques dizaines de mètres à 500 mètres. Le point culminant est de 38 mètres au-dessus du niveau de la mer au niveau de la chapelle. L'île était habitée par 9 familles (en 2007) et possède une école désaffectée qui accueille des expositions (sculptures, photographies, peintures) temporaires durant l'été.
L'île Callot est un ensemble granitique dont l'exploitation fut massive au XVIIe siècle. À Morlaix, l'hôpital, la manufacture des tabacs, une partie du Viaduc et de nombreuses bâtisses de la région furent construites avec du granit de Callot. Louis Chauris a dénombré 65 pierrières de granit différentes, exploitées à des dates et durées variables et indéterminées, sur l'Île Callot.

## Histoire

### Moyen Âge
L'histoire de l'île Callot est liée à l'invasion des Frisons à la fin du Ve siècle. Ils investirent l'île pour y stocker les butins issus de pillages auxquels ils s'adonnaient sur le continent. Jusqu'au jour où le chef breton, Riwal décida de lancer une attaque contre le pirate frison Korsold qui fut vaincu.
Selon la légende d'Albert Le Grand, avant de lancer l'assaut, Riwal « pria la Vierge Toute-Puissante afin que celle-ci lui assure sa protection durant la bataille ». Il lui promit d'édifier un sanctuaire à l'emplacement de la tente de Korsold, s'il sortait victorieux de cette lutte. Le combat fut sanglant, plusieurs milliers de Frisons furent tués.
En l'an 513, Riwal posait la première pierre de la petite chapelle. C'est alors que les Bretons baptisèrent l'île : Enez-Itron-Varia-ar Galloud (île de Notre Dame de Toute Puissance). Galloud a donné le nom de « Callot » en français.
C'est pourquoi la chapelle constitue un lieu de pèlerinage. Selon Anatole Le Bras, « sous les traits de Notre-Dame de Callot, c'est en fait l'antique patronne de la mer des cultes antérieurs au christianisme que les fidèles invoquent, comme en témoignent les nombreux ex-votos qui l'entourent ».

### Époque moderne
Au XVIIe siècle, les corsaires morlaisiens la saluaient d'un coup de canon, lorsqu'ils quittaient le port pour attaquer les navires anglais.
Au XVIIe siècle, la châtellenie de Daoudour est subdivisée en deux juridictions : celle de « Daoudour-Landivisiau », dite aussi « Daoudour-Coëtmeur », qui avait son siège à Landivisiau et comprenait Plouvorn et ses trèves de Mespaul et Sainte-Catherine, Plougourvest et sa trève de Landivisiau, Guiclan, Saint-Thégonnec, Guimiliau, Lampaul-Bodénès, Pleyber-Christ, Commana et sa trève de Saint-Sauveur, Plounéour-Ménez et pour partie Plouénan ; et celle de « Daoudour-Penzé », qui avait son siège à Penzé et comprenait Taulé et ses trèves de Callot, Carantec, Henvic et Penzé, Locquénolé, Saint-Martin-des-Champs et sa trève de Sainte-Sève.

### Révolution française
Pendant la Révolution, la chapelle fut abîmée et transformée en poste militaire.

### La dévotion à Notre-Dame de Callot auXIXesiècle

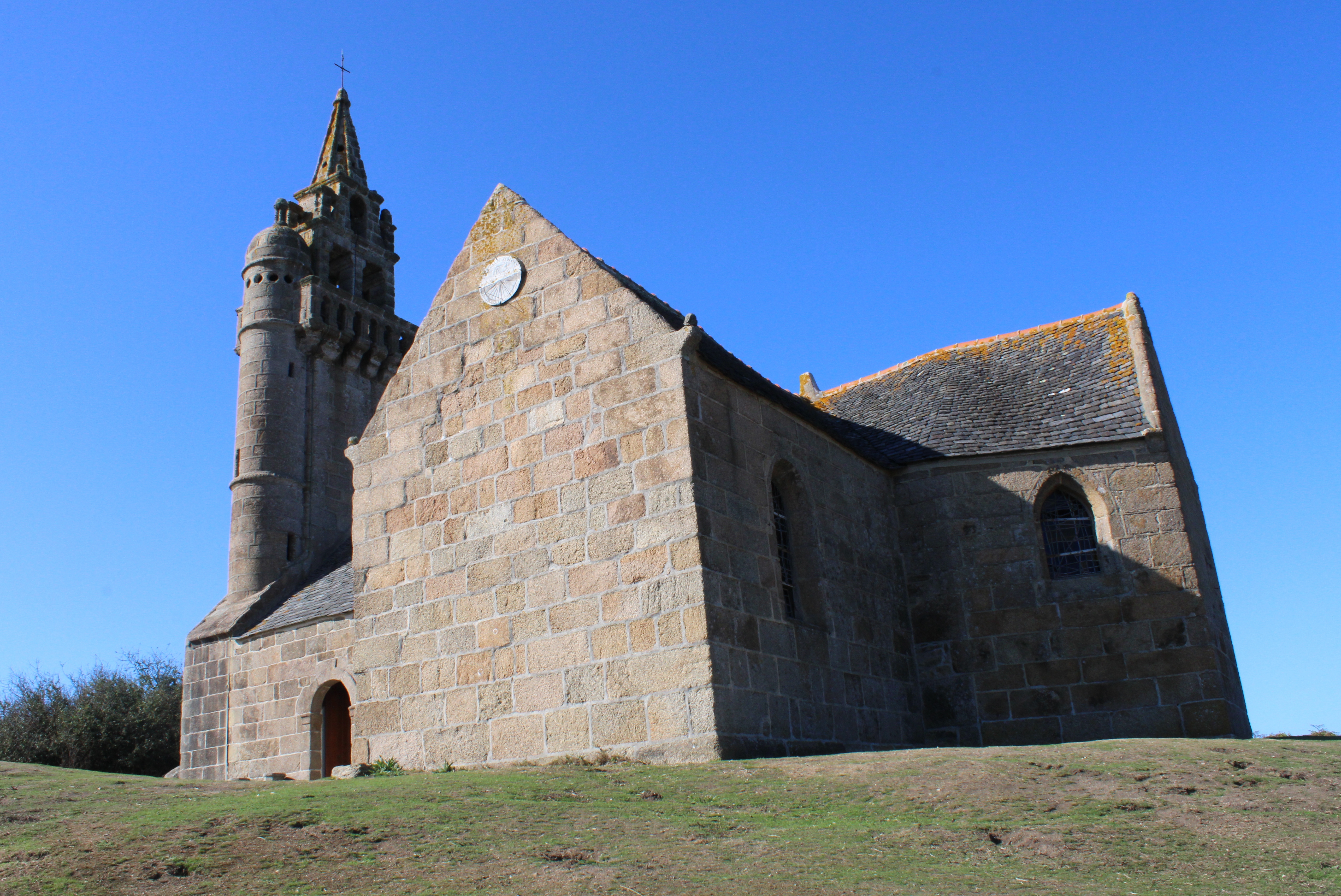
Vue de la chapelle perchée sur son promontoir.

Entre 1801 et 1808, sur demande du recteur M. Nédellec et du Maire, la chapelle fut restaurée. La dévotion à  Notre-Dame de Callot redevint importante : la Vierge y était honorée sous le titre de Virgo potens (Gwerc’hez galloudus). Les pêcheurs qui passaient, montés sur leurs frêles barques, se découvraient à la vue du clocher et récitaient l’Ave Maria.	« Les marins apportent les rubans de leurs chapeaux, font dire une messe à leur départ et une autre à leur retour. En cas de mort, leurs parents font dire la messe pour eux » écrit le desservant de Notre-Dame de Callot en 1856.
Chaque 31 décembre, quand le sillon est à sec (donc à marée basse), toute la contrée se met en branle, et va demander la protection de la Sainte Vierge.
Trois pardons s'y déroulaient chaque année : le Lundi de Pentecôte , le Lundi de la Trinité et le Dimanche suivant la fête de l'Assomption ; quand la mer était haute, on s'y rendait en bateau.

### LeXXesiècle

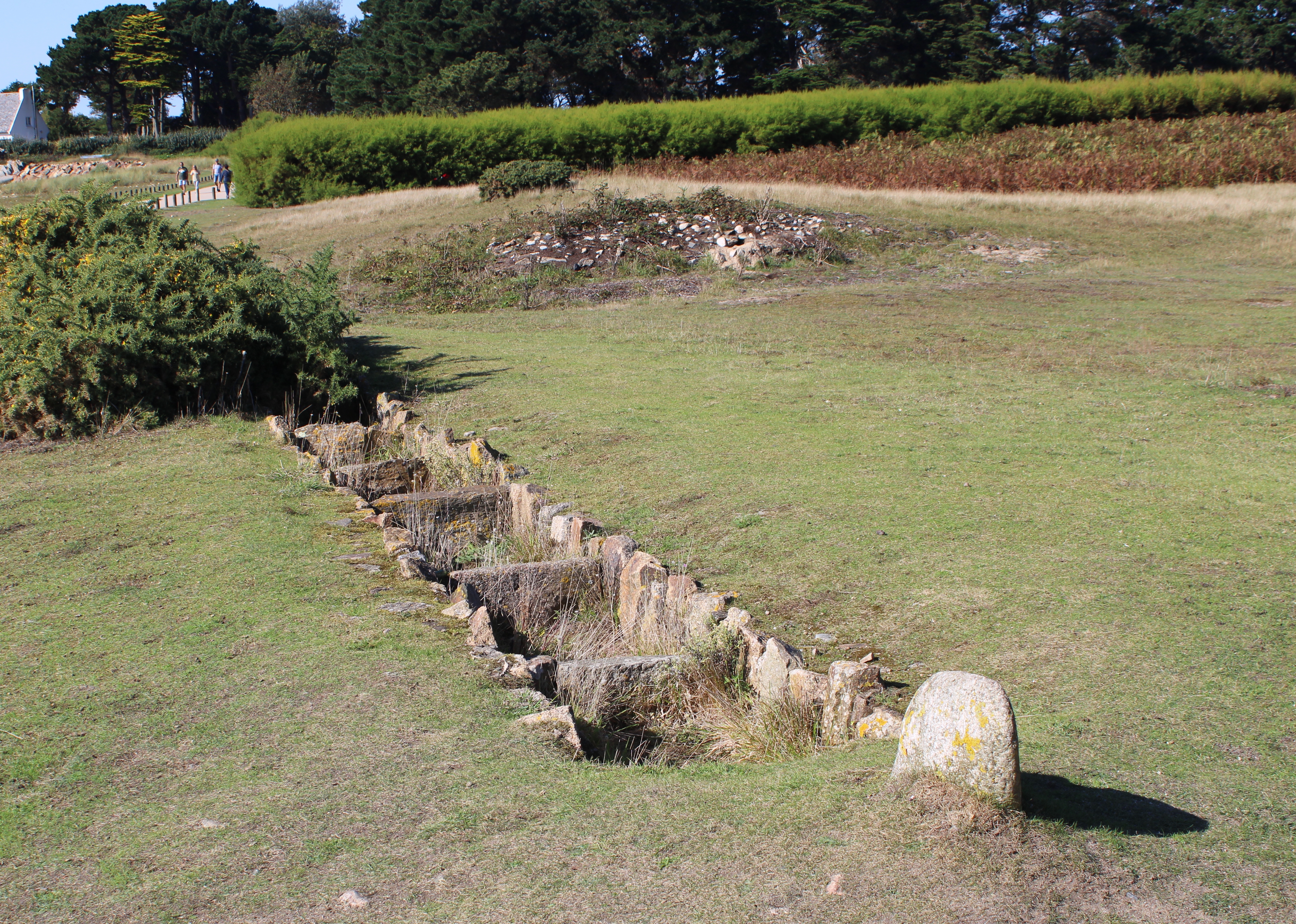
Vestiges d'un four à goémon.

Anatole Le Braz écrit au début du XXe siècle que le goémon « est la grande ressource actuelle de l'île. Les vastes assises de granit sur laquelle elle repose sont riches en fucus, en zostères, en varech de toutes les espèces, qui, fauchés dans la saison de leur maturité, puis séchés à l'air libre, sont finalement expédiés, par batelées, aux usines de Plouescat où l'on extrait l'iode ».

#### L’école
En 1927, le Dr Sibiril (médecin colonial habitant épisodiquement l’île), appuie une demande d’ouverture d’une école.

Il faudra près de 9 ans et 2 autres demandes pour que la municipalité accède au souhait des habitants.

L’école ouvre le 13 janvier 1936 avec comme institutrice Mlle Jeanne Marie Plassard.

Elle ferme en 1975 et est reconvertie en gîte communal.

## Espace naturel protégé

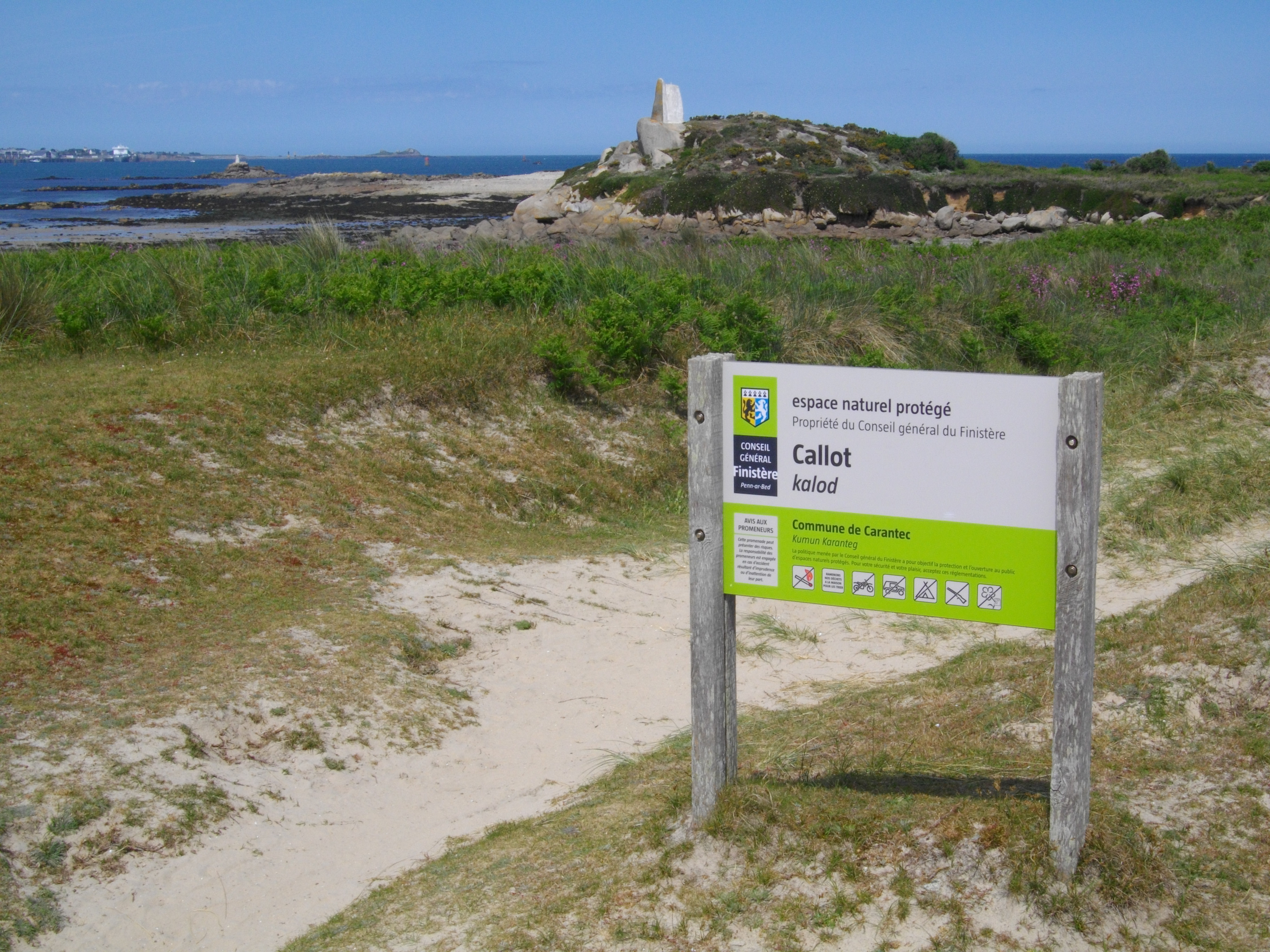
Espace naturel protégé au nord de la presqu'île Callot.

La partie nord de la presqu'île est désormais une zone protégée et propriété du Conseil départemental du Finistère.

## Légendes
Un butin datant d'une invasion danoise du Ve siècle serait caché quelque part sur l'île. Pour certains la chapelle Notre-Dame, située au sommet d'une colline, protègerait la cachette du trésor.
Un peu plus loin, dans une grotte du nom de Toul-ar-Serpant (trou du serpent en breton), la légende rapporte que saint Karantec y aurait terrassé un dragon dont les griffes auraient laissé leurs empreintes, visibles sur un rocher avoisinant.

## Dans la culture
Été 96, lauréat du César du meilleur court métrage d'animation en 2024, se déroulant sur l'île Callot.

## Galeries

### Galerie

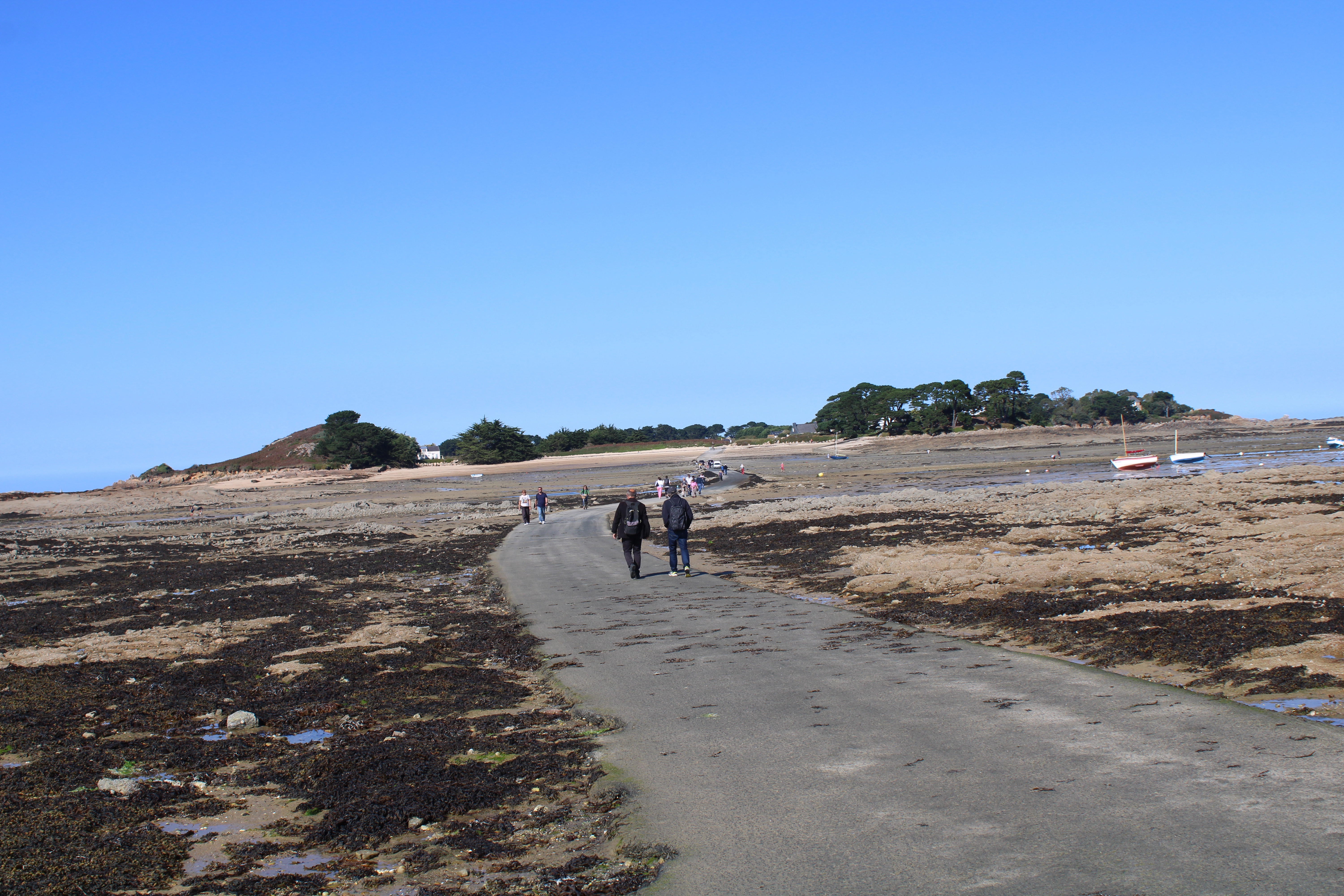
La passe vers l'île Callot, à marée basse, empruntée par de nombreux touristes.
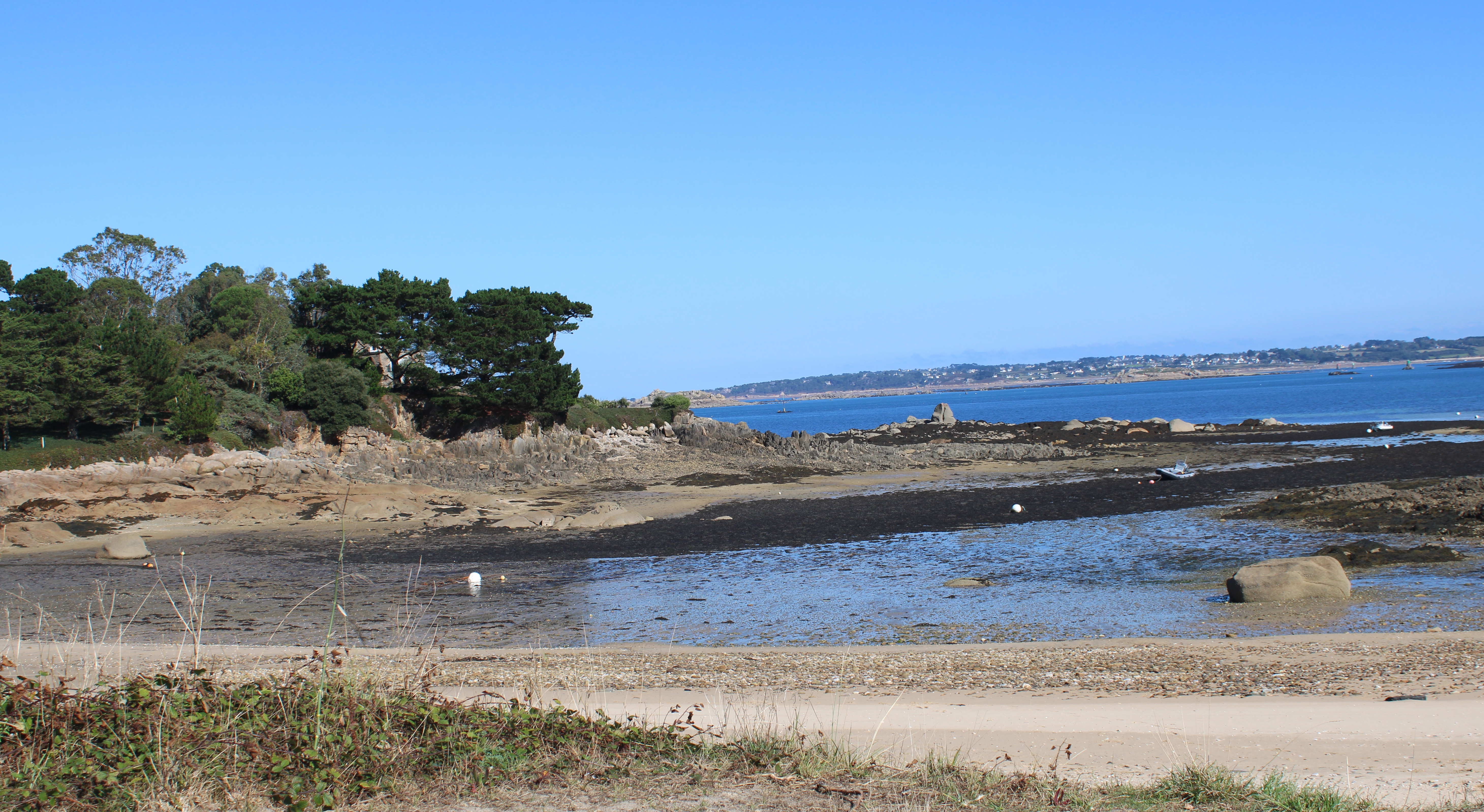
Vue de l'île côté est.
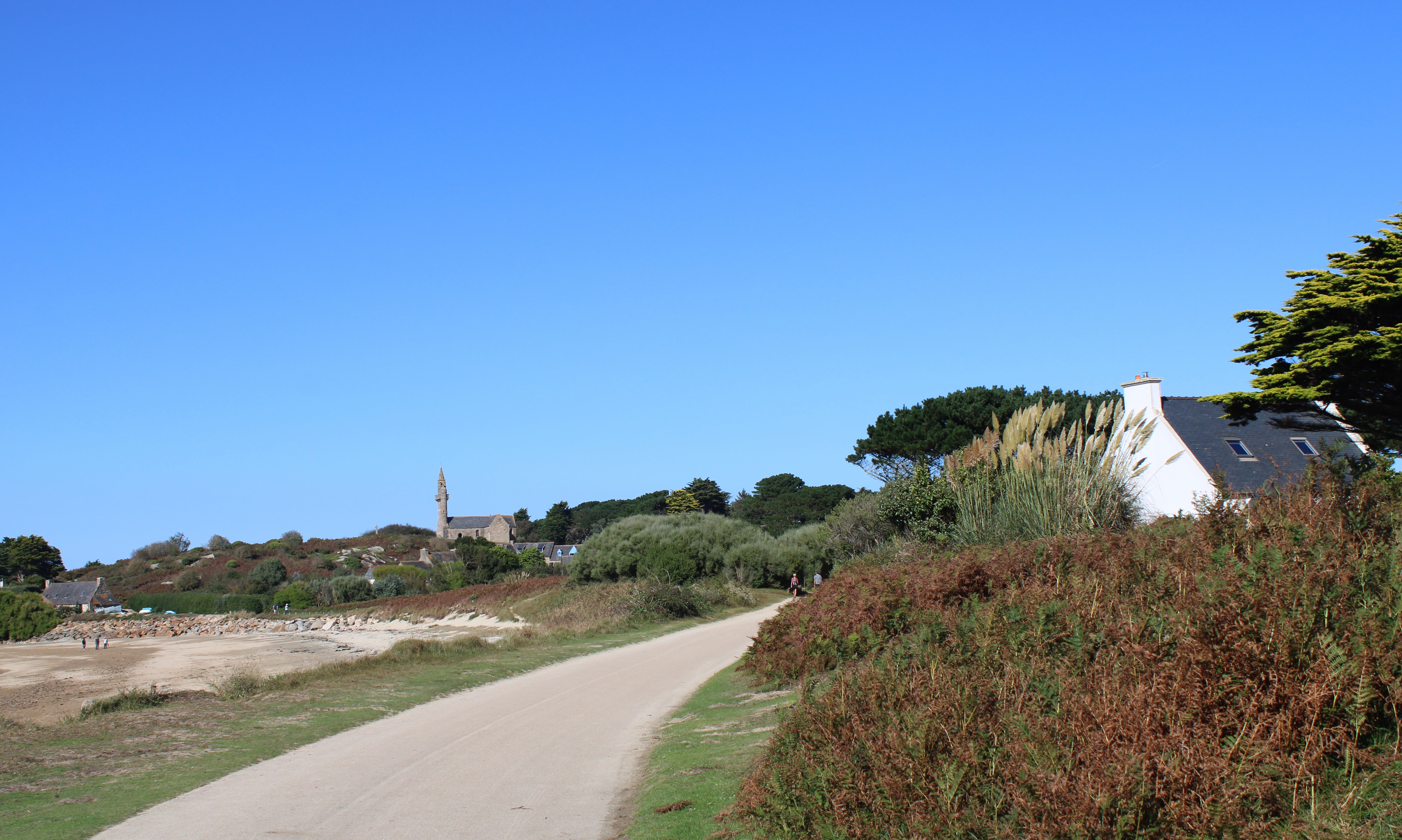
Entrée de l'île.
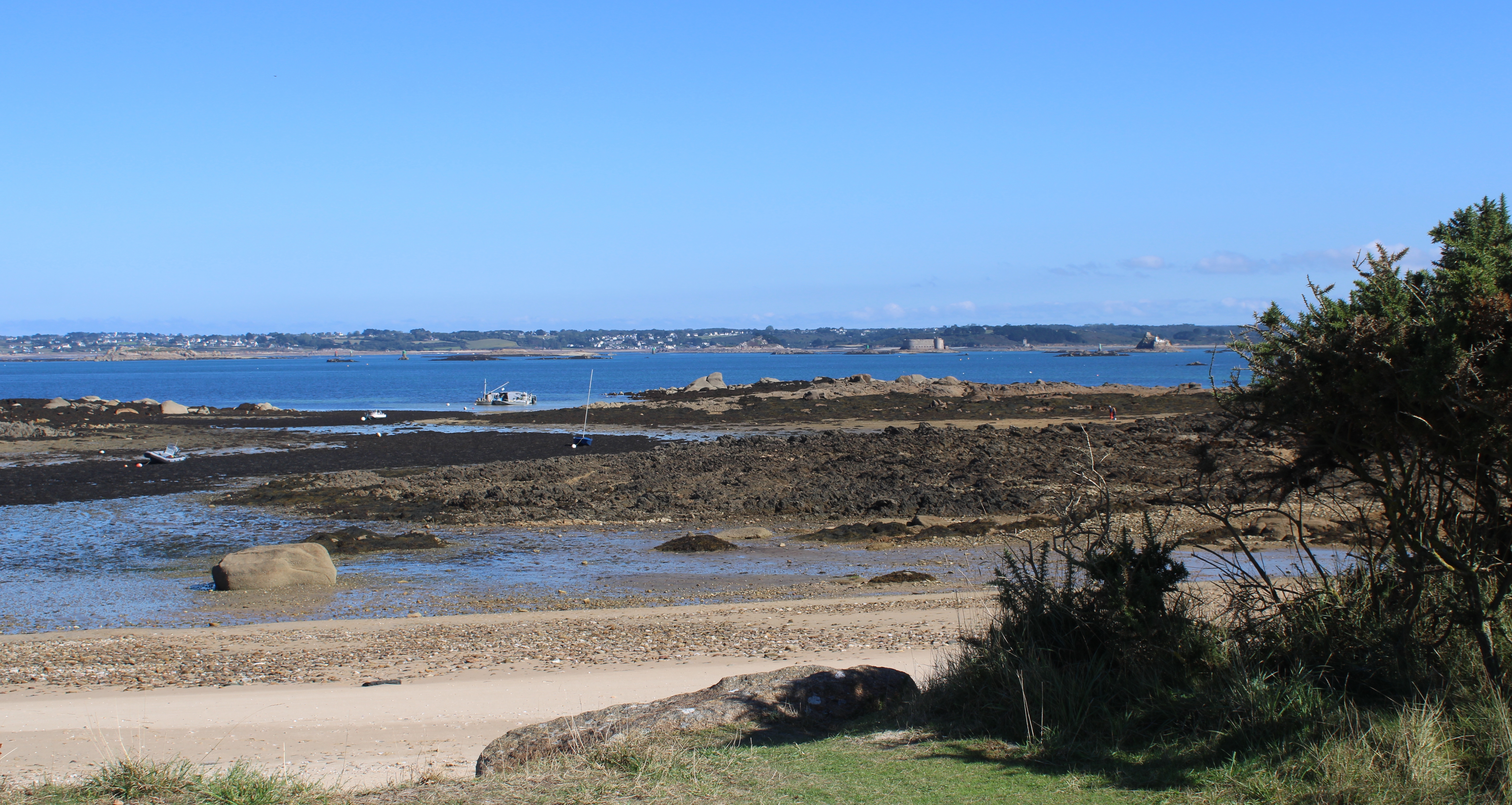
Vue vers Carantec et le Château du Taureau.
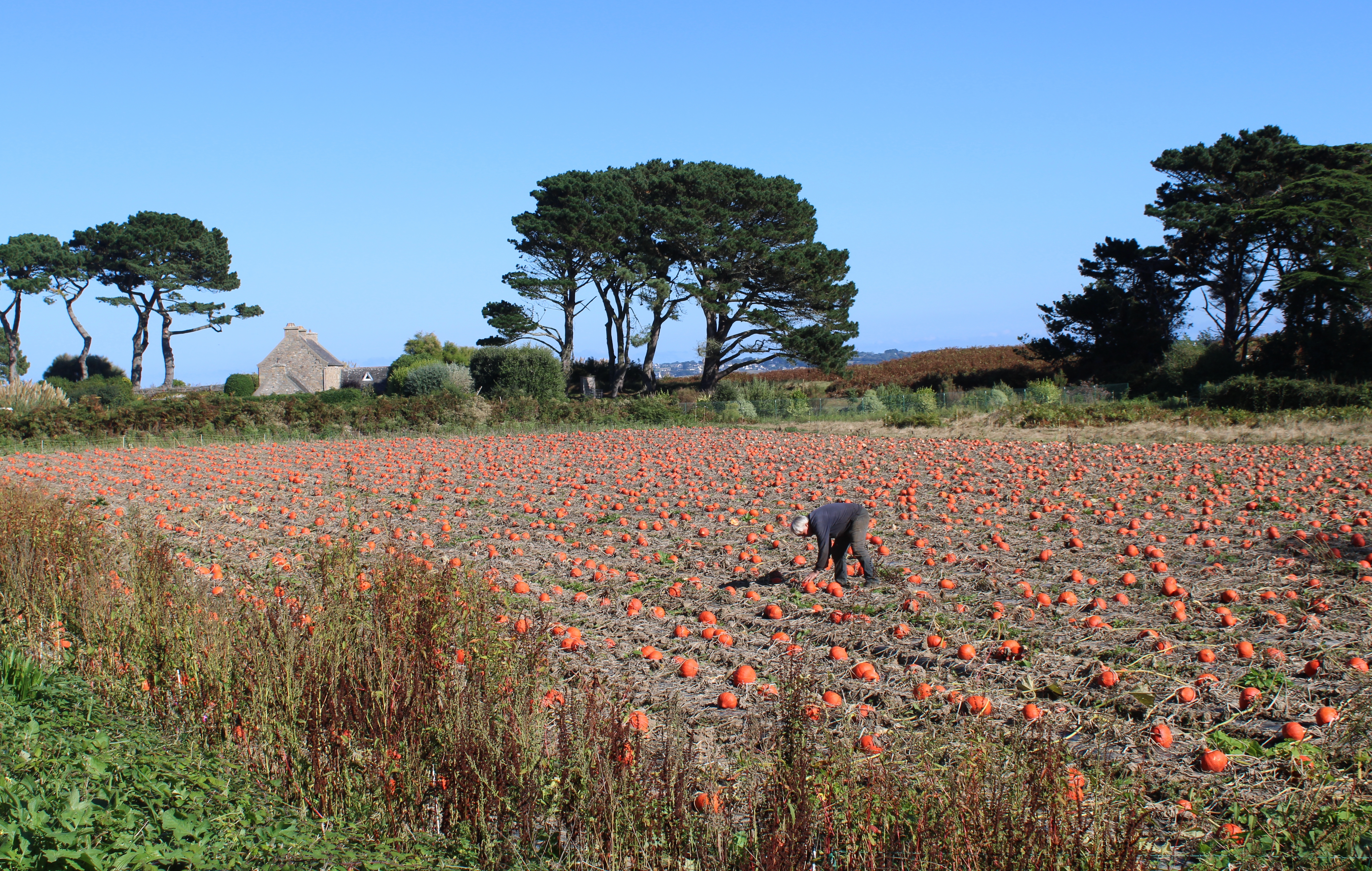
Récolte de potimarrons sur un des rares endroits cultivés de l'île.
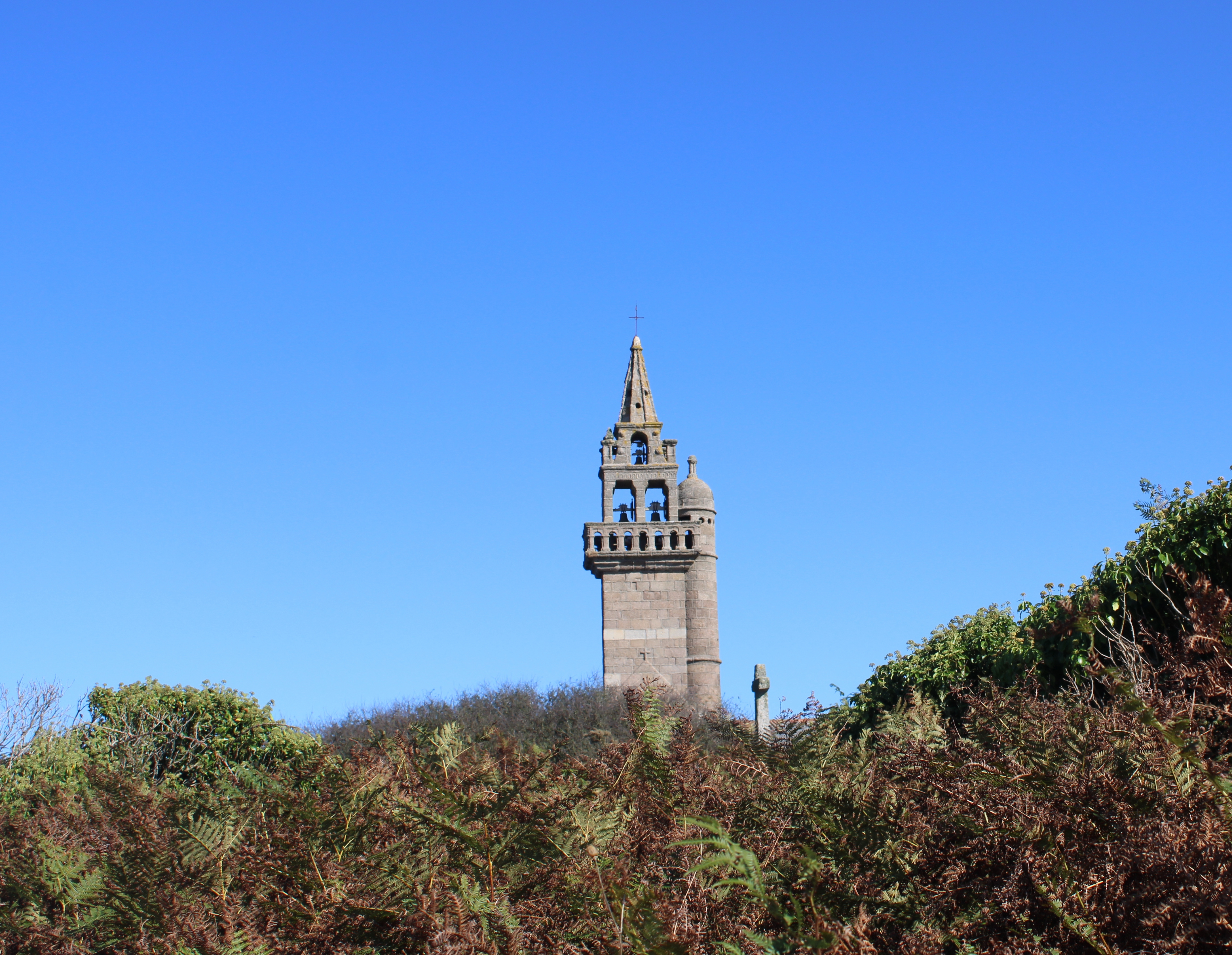
Le clocher émergeant de la végétation.
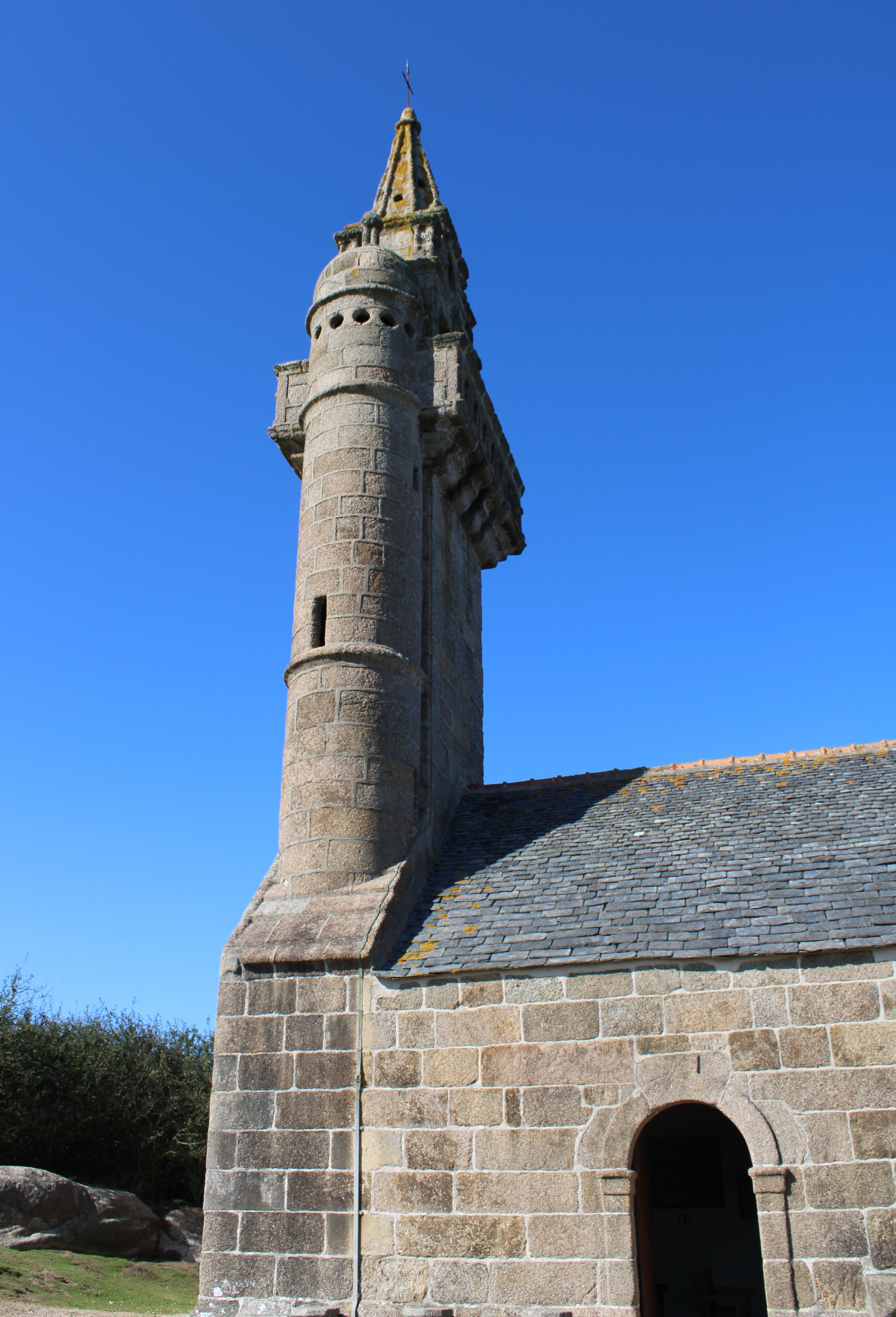
Vue d'ensemble du clocher classé M.H.
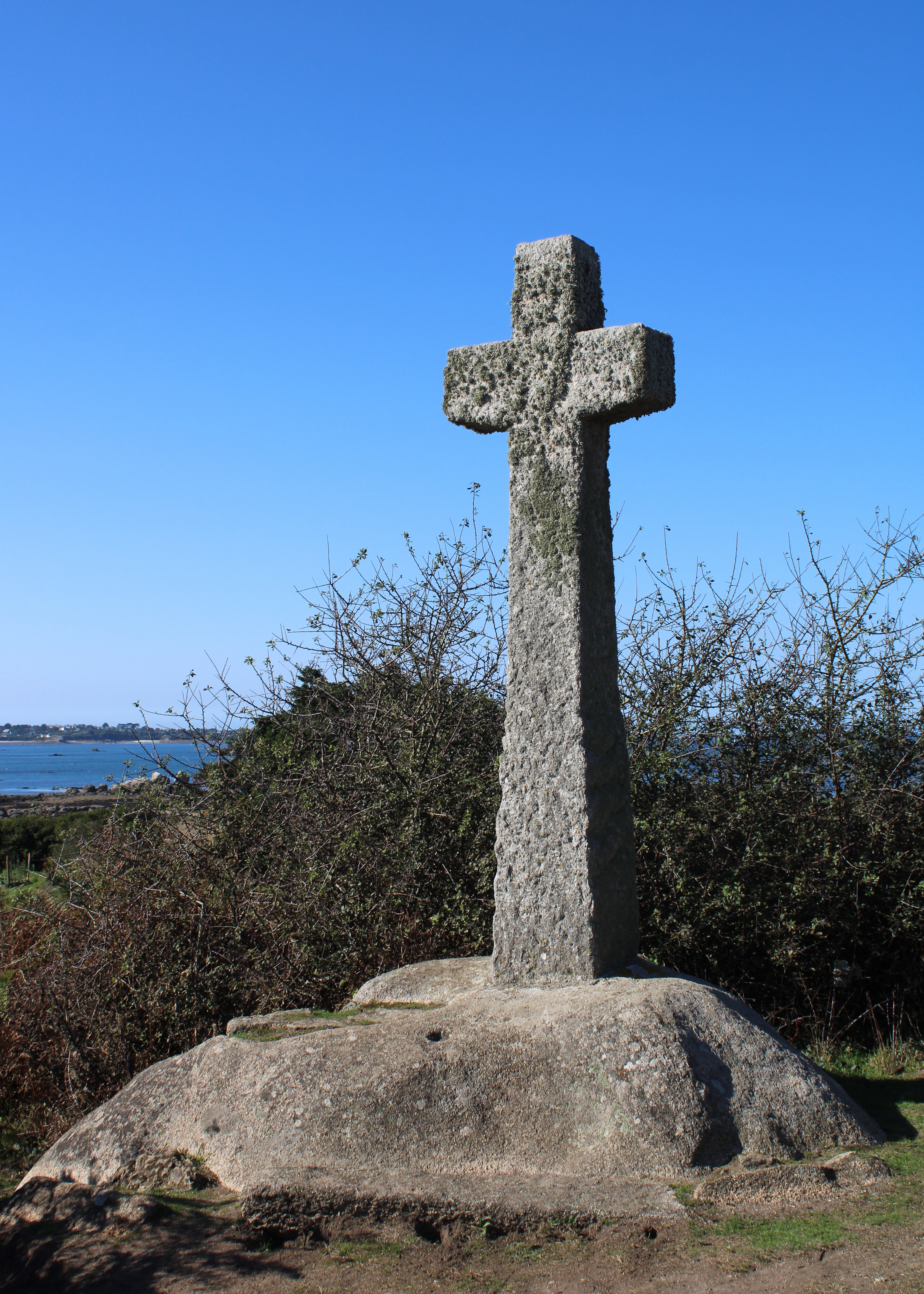
Le calvaire de la chapelle.
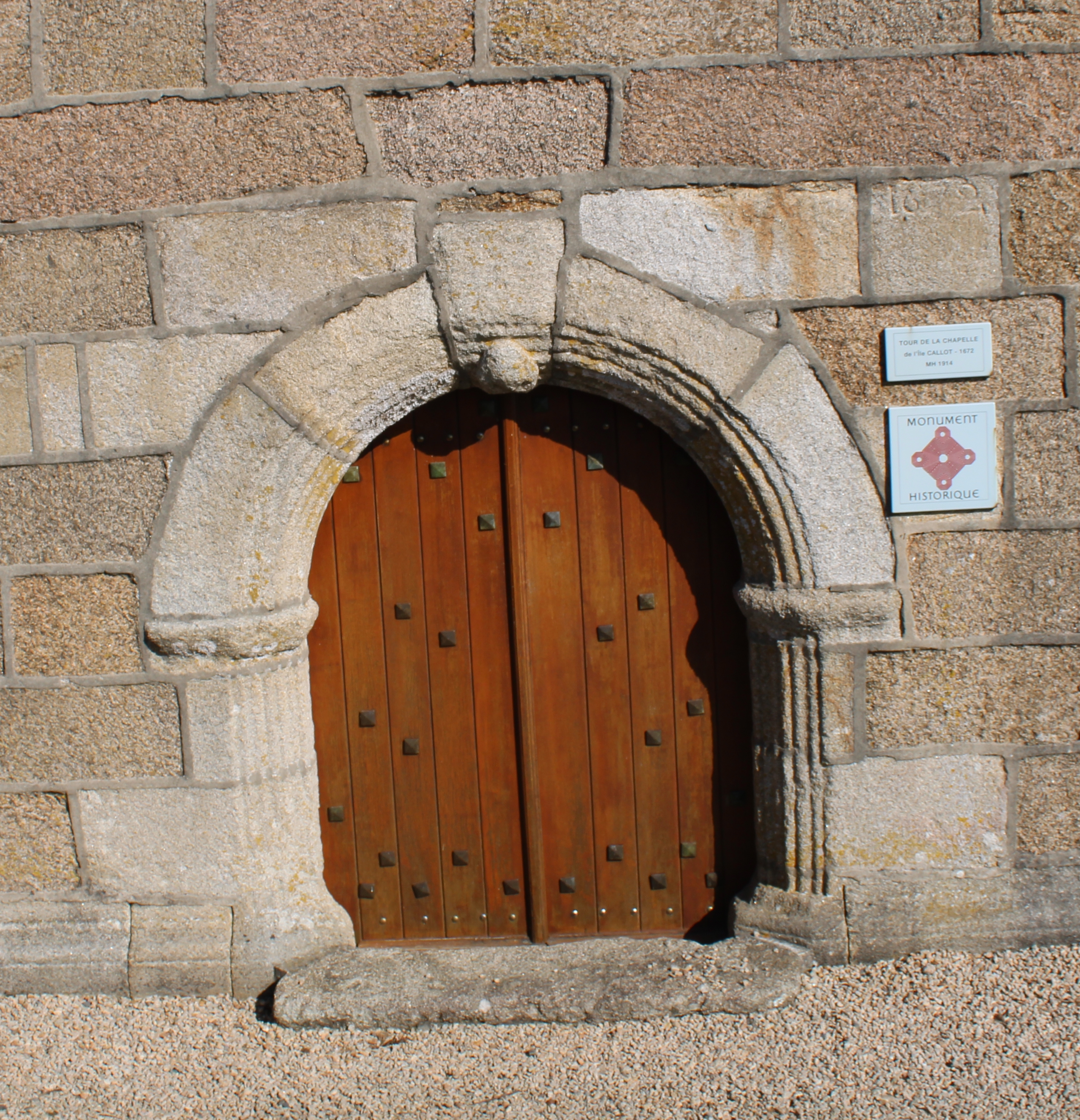
Le portail de la façade.
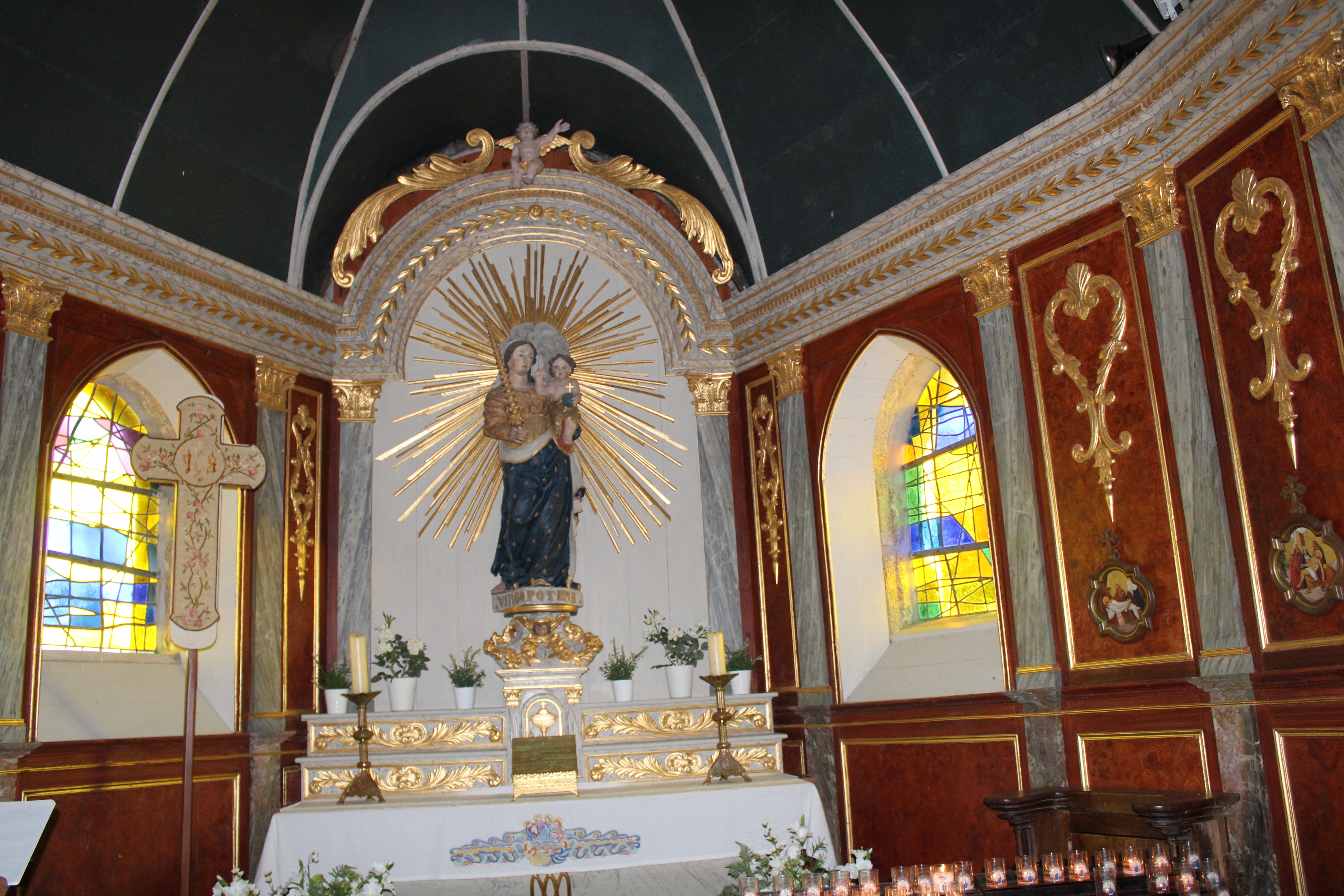
Le chœur de la chapelle.
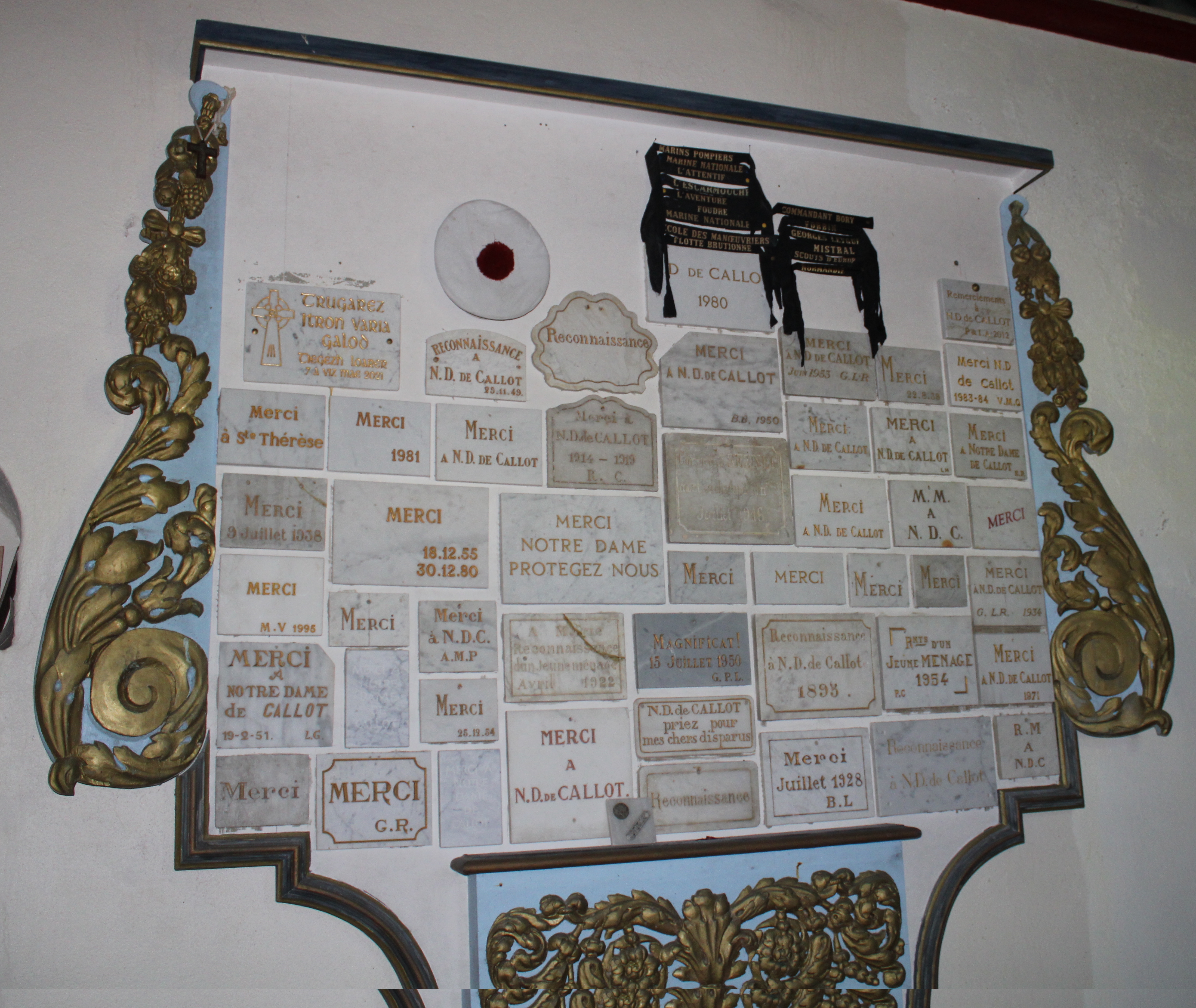
Tableau d'ex-voto.
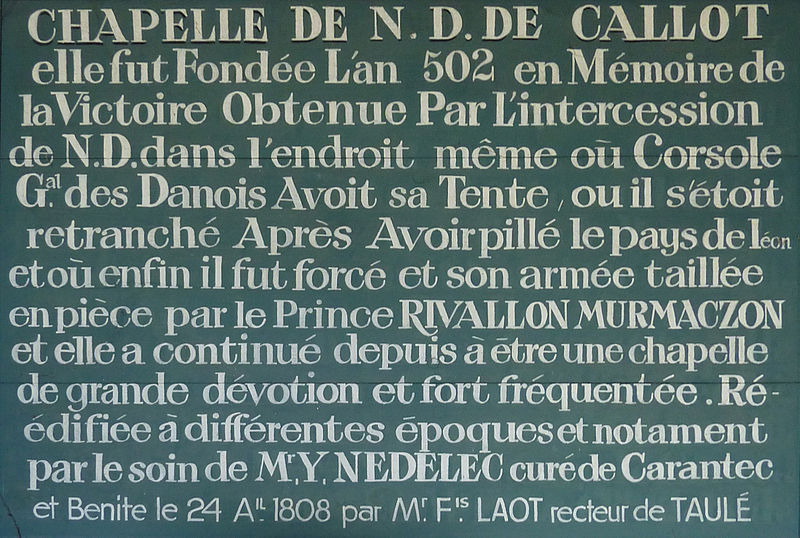
Inscription à l'intérieur de la chapelle
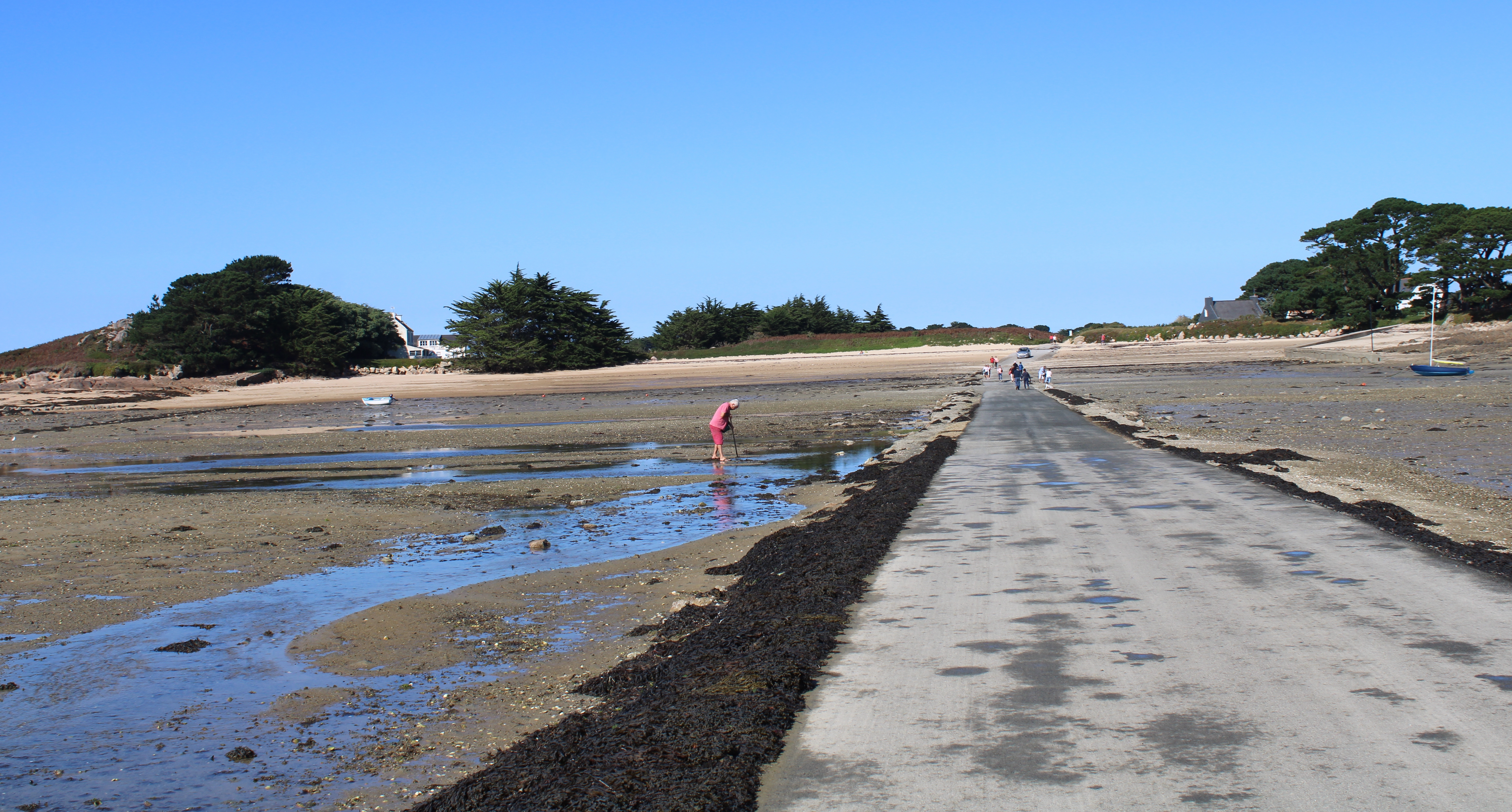
La passe pour accéder à l'île accessible à marée basse.
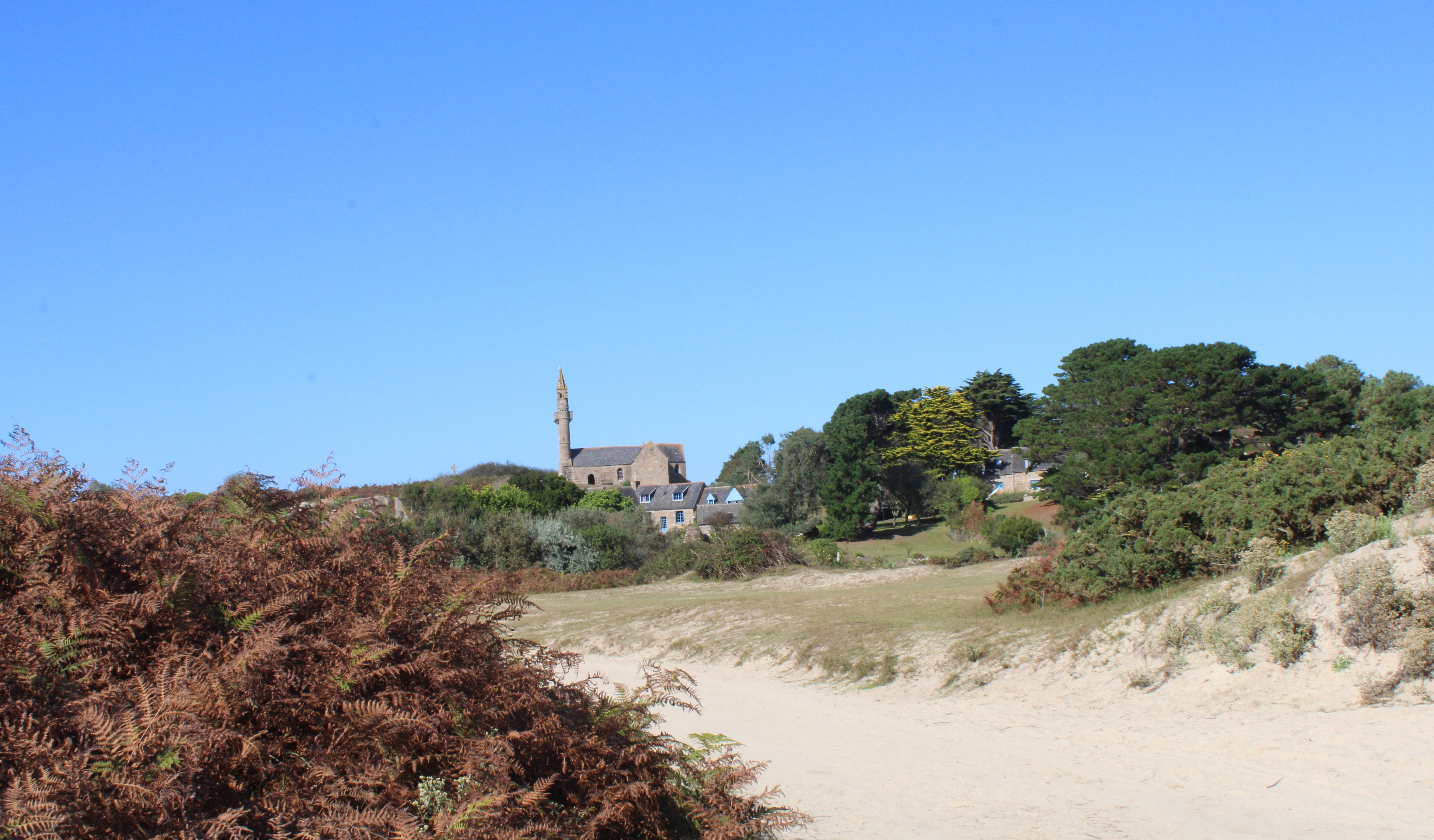
La Chapelle Notre-Dame émergeant de la végétation.